# Detective Pikachu Returns
Detective Pikachu Returns es un juego de aventuras desarrollado por Creatures y distribuido por The Pokémon Company y Nintendo para la Nintendo Switch. Anunciado por primera vez en una conferencia de prensa en 2019 junto con apps como Pokémon Home, es una secuela de Detective Pikachu de 2016 para la Nintendo 3DS. Fue mostrado por primera vez durante un Nintendo Direct en junio de 2023, y fue lanzado el 6 de octubre de 2023.

## Desarrollo y lanzamiento
El juego fue anunciado por primera vez durante una conferencia de prensa en 2019 como una secuela sin nombre de Detective Pikachu para la Nintendo 3DS. Fue anunciado oficialmente durante un Nintendo Direct en junio de 2023, con una fecha de lanzamiento del 6 de octubre de 2023. Un tráiler fue lanzado detallando la jugabilidad y algunos detalles de la trama el 8 de agosto de 2023.
Un corto de animé relacionado, titulado Detective Pikachu & the Mystery of the Missing Flan, de Polygon Pictures fue lanzado en YouTube el 25 de octubre de 2023.

## Recepción
Detective Pikachu Returns recibió reseñas «mixtas o medias» de parte de los críticos, de acuerdo con el sitio web agregador de reseñas Metacritic.
Detective Pikachu Returns fue el título más vendido en su primera semana de lanzamiento en Japón, habiendo vendido 85.639 copias físicas por todo el país.